# Limburg (Nizozemska)
Limburg ( nizozemska izgovorjava: [ˈlɪmbʏr(ə)x] (), Limburgish:[ˈlɪm˦ˌbɵʀ˦(ə)ç] ) je najjužnejša od 12 pokrajin Nizozemske. Pokrajina na severu meji na pokrajino Gelderland in na zahodu na Severni Brabant. Njena dolga vzhodna meja tvori mednarodno mejo z zvezno deželo Severno Porenje - Vestfalija v Nemčiji. Na zahodu je mednarodna meja s podobno imenovano belgijsko pokrajino Limburg, katere del razmejuje reka Meuse. Vaalserberg je na skrajni jugovzhodni točki, ki označuje tromejo Nizozemske, Nemčije in Belgije.
Večja mesta Limburga so glavno mesto pokrajine Maastricht (121.565 prebivalcev  ), pa tudi Venlo (101.603 prebivalcev) na severovzhodu ter Sittard-Geleen (92.661 prebivalcev) in Heerlen (86.832 prebivalcev) na jugu. Več kot polovica prebivalstva, približno 650.000 ljudi, živi na jugu Limburga, kar ustreza približno tretjini celotnega območja pokrajine. V Južnem Limburgu večina ljudi živi v urbanih aglomeracijah Maastrichta, Parkstada in Sittard-Geleena.

## Ime
Ime Limburga izhaja iz istoimenskega belgijskega utrjenega mesta Limbourg-sur-Vesdre, ki je zdaj v bližnji pokrajini Liège, neposredno južno od Limburga. Ime Limbourg-sur-Vesdre je bilo pomembno za regijo, ker je bil sedež srednjeveške Vojvodine Limburg.
Obstaja več predlogov v zvezi z etimologijo Limbourga. Drugi del imena, "bourg" ali "burg" je pogost v krajevnih imenih in se nanaša na utrjeno mesto. Prvi del se pogosto predlaga, da se nanaša na lipo ali lipo (vrsta Tilia ). Zgodovinar Jean-Louis Kupper je predlagal, da bi jo njen ustanovitelj Friderik, vojvoda Spodnje Lorene poimenoval po opatiji Limburg v Nemčiji. Zavzema se za izpeljavo iz germanske besede "lint", kar pomeni "zmaj".
Ironično je, da se območje pod neposrednim gospostvom stare vojvodine sploh ni prekrivalo s sodobnimi belgijskimi in nizozemskimi pokrajinami, ki se danes imenujejo po njej, čeprav je imela srednjeveška vojvodina visok statusni naslov v regiji. Po drugi strani, čeprav je bila dejanska moč vojvodine omejena, sta vojvodina in današnji Južni Limburg (imenovan Overmaas) imela dolgo zgodovino povezav pod gospostvom vojvodov Brabantov. V tem dolgem obdobju, od srednjega veka do francoske revolucije, sta se včasih omenjali skupaj pod enim imenom (Overmaas ali Limburg).
Po letu 1794 je bila Francoska republika tista, ki je združila regijo skupaj z belgijskim Limburgom in odstranila vse vezi s staro fevdalno družbo ( ancien režim ). Novo ime, tako kot vsa imena departmajev, je temeljilo na naravnih značilnostih, kot so reke, v tem primeru Meuse-Inférieure ali Neder-Maas ("Spodnji Meuse").
Po porazu Napoleona si je novoustanovljeno Združeno kraljestvo Nizozemske zaželelo novo ime za to pokrajino. Odločeno je bilo, da se obnovi zgodovinska povezava z vojvodino Limburg, čeprav le po imenu.

## Zgodovina
Sedanja pokrajina Limburg na Nizozemskem je nastala šele leta 1839, po zaključku ločitve Belgije od Nizozemske, ki se je začela leta 1830. Oba Limburga sta bila nekaj desetletij prej združena pod francosko revolucionarno upravo, vendar sta si z okolico delila velik del svoje zgodovine. V dolgih obdobjih zgodovine pa regija ni bila združena pod isto vladavino.
Zaradi strateške lege sedanje pokrajine, ki se razteza vzdolž reke Maas, je bila stoletja zelo želena regija med največjimi evropskimi silami. Rimljani, Karolingi, Habsburški Španci, Prusi, Habsburški Avstrijci in Francija so vladali delom Limburga.
Prvi prebivalci, katerih sledi so našli, so bili neandertalci, ki so taborili v Južnem Limburgu. V neolitiku so kremen kopali v podzemnih rudnikih.

### Rimsko obdobje
Leta 53 pred našim štetjem je Julij Cezar osvojil območje in zapisal, da je ugasnil ime Eburonov, prebivalcev večine območja sedanjega Limburga, kot kazen za njihov upor pod Ambiorixom.
Pot sever-jug ob Maasu je prečkala Via Belgica, cesta, ki prečka južni Limburg in povezuje lokalni prestolnici Tongeren in Köln . Na tej poti so Rimljani ustanovili Mosa Trajectum (Maastricht) in Coriovallum (Heerlen). Območje je postalo močno romanizirano. Škof Servacij je uvedel krščanstvo v rimskem Maastrichtu, kjer je umrl leta 384. Zdi se, da je Maastricht za nekaj časa prevzel Tongeren kot regionalno prestolnico romaniziranega in krščanskega prebivalstva, preden je bila škofija ponovno ustanovljena v Liègeu, 25 km (16 mi) južno od Maastrichta.

### Srednjeveška doba
Ko je rimska oblast na tem območju oslabila, so Franki prevzeli Rimljane, vendar je območje cvetelo pod njihovo oblastjo, pri čemer je Köln še naprej ostajal najpomembnejša lokalna prestolnica. Dolina Maas, zlasti srednji in južni del sedanje pokrajine, je bil pomemben del osrčja merovinške Avstrazije .
Z vzponom dinastije Karolingov, ki so bili sami iz te regije, je dolina Maas postala bolj kulturno in politično ena od najpomembnejših regij v Evropi. Leta 714 je bila ustanovljena opatija Susteren, kolikor je znano, prva lastniška opatija v sedanji Nizozemski. Glavna dobrotnica je bila Plektruda, soproga Pepina iz Herstala. Karel Martel se je rodil v bližnjem Herstalu. Karel Veliki je ustvaril Aachen, glavno mesto frankovskega cesarstva, danes nemško mesto, ki se v predmestju razteza v južni Limburg.
Po smrti Karla Velikega so bila frankovska gospostva ponovno razdeljena med kralje. Medtem ko so avstrazijske dežele ostale ločeno "Srednje kraljestvo", včasih imenovano Lotaringija, je bila v pogodbah iz Verduna (843) in Prüma (855),  je bila Lotaringija po Meerssenski pogodbi leta 870, podpisani v samem Južnem Limburgu, razdeljena. Reka Meuse je postala meja med  Zahodnim in Vzhodneim Frankovskim kraljestvom, s čimer je bila večina sedanje nizozemske pokrajine Limburg postavila na zahodno mejo Vzhodnofrankovskega kraljestva z belgijskim Limburgom v Zahodnem kraljestvu. V Ribemontski pogodbi iz leta 888 je Vzhodno kraljestvo dobilo nadzor nad celotno Lotaringijo, vključno z vso sodobno Nizozemsko in Luksemburgom ter večino sodobne Belgije.
V obdobju pod kontrolo Zahodne Frankovske po Meerssenski pogodbi je učinkovita frankovska oblast na območju sedanje Nizozemske bolj ali manj propadla. Dve ali več let je velika vikinška vojska, ki je delovala iz kraja na reki Meuse ali blizu nje, imenovanega Ascloa (ali Hasloa ali Haslon), vršila opustošenje v soseščini. Škoda je bila tolikšna, da je bil cesar Karel Debeli prisiljen zbrati veliko večnacionalno vojsko, ki je leta 882 neuspešno oblegala ta otok .
V 10. stoletju je Vzhodno kraljestvo utrdilo svoj nadzor nad Lotaringijo in postalo Sveto rimsko cesarstvo. V prvih desetletjih tega imperija je ustanovna cesarska družina tesno povezana z območji v sedanjem severnem Limburgu. Cesar Oton III. se je na primer rodil leta 980 v Kesselu, praktično na sedanji meji med Limburgom in Severnim Porenjem - Vestfalijo, vzhodno od Gennepa. Leta 1080 se je v Genneperhuisu, severno od Gennepa, rodil Norbert Gennepski kot sin grofa Gennepa. Bil je ustanovitelj reda premonstratencev.
Južni Limburg so v zgodnjem srednjem veku v glavnem sestavljali gospostva Valkenburg, Dalhem in Herzogenrath. Vse te dežele so bile združene z vojvodino Limburg pod oblastjo vojvodine Brabant, ko so bile skupaj znane kot dežele Overmaas.
Vojvodina Limburg in njene odvisne posesti so prvič prišle pod nadzor Brabanta leta 1288, kot posledica bitke pri Worringenu, nato pa v 15. stoletju pod Vojvodino Burgundijo. Do leta 1473 sta deželi Overmaas in Vojvodina Limburg imeli enotno zastopstvo v Generalnih stanovih Burgundske Nizozemske. Oba izraza Overmaas in Limburg sta se začela ohlapno uporabljati za označevanje te redko poseljene pokrajine tako imenovanih sedemnajstih provinc . Maastricht nikoli ni bil del te politike: kot kondominij sta suverenost nad tem mestom skupaj imeli knezoškof Liège-a in Vojvodina Brabant. Prav tako sta osrednji in severni del današnjega Limburga pripadala različnim političnim subjektom, predvsem Vojvodini Jülich in Vojvodini Guelders.
V poznem srednjem veku je bila večina današnjega ozemlja Limburga razdeljena na Vojvodino Brabant, Vojvodino Gelderland, Vojvodino Jülich, knezoškofijo Liège ali Kölnski elektorat. Ti vojvode, knezoškofje in knezi -elektorji so bili nominalno podrejeni cesarju Svetega rimskega cesarstva, v praksi pa so delovali kot neodvisni vladarji, ki so bili pogosto med seboj v vojni. Ti konflikti so se pogosto borili v in nad Limburgom, kar je prispevalo k njegovemu razdrobljenju in izgubi gospodarskega pomena.
Limburg je bil prizorišče številnih krvavih bitk med osemdesetletno vojno (1568 – 1648), v kateri se je Nizozemska otresla habsburško španskoe oblasti. V bitki pri Mookerheydeu (14. aprila 1574) sta izgubila življenje dva brata princa Viljema Oransko-Nasauskega in na tisoče " nizozemskih " plačancev. Večina Limburžanov se je borila na španski strani, saj so bili katoličani in nasprotovali kalvinističnim Holandcem.

### Zgodnja moderna doba
V zgodnji moderni dobi je bil Limburg v veliki meri razdeljen med Španijo (in njeno naslednico Avstrijo), Prusijo, Republiko sedmih združenih Nizozemskih, knezoškofijo Liège in številne neodvisne majhne fevde. Leta 1673 je Ludvik XIV. osebno poveljeval obleganju Maastrichta s strani francoskih čet. Med obleganjem je umrl eden od njegovih brigadirjev Charles de Batz-Castelmore d'Artagnan. Kasneje je postal znan kot glavni lik v treh mušketirjih Alexandra Dumasa, père (1802 – 1870).

### 19. stoletje
Sodobne meje nizozemskega Limburga, skupaj z njegovim sosedom, belgijskim Limburgom, so bile v bistvu določene v obdobju po francoski revoluciji, ki je izbrisala velik del "starega režima " Evrope z vsemi njegovimi starimi mejami in naslovi. Ti dve provinci sta bili del novega francoskega departmaja, poimenovanega (kot mnogi departeji) po reki, ki teče skozi njo, " Meuse-Inférieure ", kar pomeni preprosto "spodnji Maas".
Po Napoleonovi dobi so velike sile (Združeno kraljestvo, Prusija, Avstrijsko cesarstvo, Rusko cesarstvo in Francija ) leta 1815 združile regijo z novo Kraljevino Nizozemsko. Ustanovljena je bila nova pokrajina, ki naj bi po glavnem mestu dobila ime "Maastricht". Prvi kralj Viljem I., ki ni želel, da se srednjeveško ime izgubi, je vztrajal, da se spremeni v "Pokrajina Limburg ". Kot tako je ime nove pokrajine izhajalo iz stare vojvodine Limburg, ki je obstajala do leta 1795 na južnih mejah nove pokrajine.
Ko so se katoliški in francosko govoreči Belgijci v belgijski revoluciji leta 1830 odcepili od pretežno kalvinistične severne Nizozemske, je bila pokrajina Limburg sprva skoraj v celoti pod belgijsko oblastjo. Vendar pa je bila z Londonsko pogodbo iz leta 1839 pokrajina razdeljena na dva dela, pri čemer je vzhodni del pripadel Nizozemski, zahodni del pa Belgiji, delitev, ki ostaja še danes.
Z Londonsko pogodbo je bila današnja belgijska pokrajina Luksemburg predana Belgiji in odstranjena iz Nemške konfederacije. Da bi pomiriti Prusijo, ki je po Dunajskem kongresu izgubila tudi dostop do Meuse, je bila nizozemska pokrajina Limburg (ne pa mesti Maastricht in Venlo, ker je brez njih prebivalstvo Limburga  bilo enako 150.000 prebivalcem pokrajine Luksemburg  ), med 5. septembrom 1839 in 23. avgustom 1866 priključena Nemški konfederaciji kot vojvodina Limburg. 11. maja 1867 je bila vojvodina, ki je bila od leta 1839 de jure ločena država v personalni uniji s Kraljevino Nizozemsko, ponovno vključena v slednjo z Londonsko pogodbo iz leta 1867, čeprav je izraz "vojvodina Limburg" ostal v neki uradni rabi do februarja 1907. Še ena posebnost je preživela danes: vodja pokrajine, ki ga v drugih provincah imenujejo "kraljev komisar", v Limburgu naslavljajo "guverner".

### 20. stoletje
Druga svetovna vojna je Limburg stala življenja številnih civilistov, veliko mest in vasi je bilo uničenih z bombardiranjem in v topniških bojih. O tem temnem poglavju v zgodovini Limburga pričajo tudi različna pokopališča. Skoraj 8.500 ameriških vojakov, ki so umrli med osvoboditvijo Nizozemske, leži pokopanih na nizozemskem ameriškem pokopališču in spomeniku v Margratenu. Druga velika vojna pokopališča so v Overloonu ( britanski vojaki), nemško vojno pokopališče Ysselsteyn pa je bilo zgrajeno v občini Venray za 31.000 nemških vojakov, ki so izgubili življenje.
Po raziskavi Hermana van Rensa so bili prebivalci Limburga še posebej aktivni pri skrivanju lokalnih in begunskih Judov med holokavstom, do te mere, da se je judovsko prebivalstvo med vojno celo povečalo. Judje, ki so se skrivali, so imeli trikrat večjo verjetnost, da bodo preživeli v Limburgu kot v Amsterdamu.
Decembra 1991 je Evropska skupnost (zdaj Evropska unija) organizirala vrh v Maastrichtu. Na tem vrhu so države članice Evropske skupnosti podpisale "Pogodbo o Evropski uniji" ali tako imenovano maastrichtsko pogodbo . S to pogodbo je nastala Evropska unija.
|  |  |  |

### Himna
Limburg mijn Vaderland (Limburg moja domovina) je uradna himna tako belgijskega kot nizozemskega Limburga.

## Jezik
Čeprav je standardna nizozemščina uradni jezik in jezik, ki se najpogosteje uporablja, ima Limburg svoje narečje, ki se včasih šteje za jezik, imenovano limburščina (nizozemščina: Limburgs ). Od leta 1997 je uradni regionalni jezik in je zmerno zaščiten v skladu s poglavjem 2 Evropske listine o regionalnih ali manjšinskih jezikih. Nemška in belgijska vlada ga ne priznavata kot uradnega jezika. Pred 20. stoletjem je bila večina časopisov v francoščini ali nemščini, šole v Maastrichtu so poučevale francoščino, saj ima mesto zgodovinske vezi z belgijskim mestom Liège . Drugi deli pokrajine so poučevali nemščino.
Limburško govori približno 1,6 milijona ljudi v nizozemskem Limburgu, belgijskem Limburgu in Nemčiji.  Obstaja veliko različnih narečij limburškega jezika; skoraj vsako mesto in vas ima svoje. Skozi Limburg prečka veliko izoglos. Nobeno posamezno narečje ne more v celoti predstavljati limburškega jezika kot celote. Narečja na severu, bližnja Venray in Gennep, so razvrščena kot South Guelderish in so tesno povezana z narečji na severovzhodu Brabanta (Land van Cuijk) in v regiji Nijmegen. Narečja na jugovzhodu (blizu Aachna ) so bližja ripuarskemu in jih včasih razvrščamo kot jugovzhodno limburško. Na narečja v zahodnem delu Limburga, ki obdaja Weert, vplivajo sosednja narečja jugovzhodnega Brabanta, kar pomeni, da je ton bolj brabantski kot v preostalem Limburgu.

## Politika
Pokrajinski svet ( State-Provincial - Provinciale Staten ) ima 47 sedežev, vodi pa ga kraljevi komisar ( Commissaris van de Koning ), ki se neuradno imenuje guverner. Medtem ko deželni svet izvolijo prebivalci, kraljevega komisarja imenujeta kralj in nizozemska vlada. Od decembra 2021 funkcijo „guvernerja“ opravlja Emile Roemer (SP).
Za vsakodnevne zadeve pokrajine skrbi deželno-izvršni organ ( Gedeputeerde Staten ), ki ga vodi tudi kraljev komisar; njene člane ( gedeputeerden ) lahko primerjamo z ministri.

## Geografija
Limburg je del Nizozemske v Belgiji.
V primerjavi s preostalo Nizozemsko je južni del Limburga manj raven, rahlo valovit. Najvišja točka celinske Nizozemske je Vaalserberg (kar pomeni 'gora' Vaals) z višino 322,4 metra  nad morjem, ki se dviga približno 110 metrov nad vasjo Vaals, kjer tri države ( Nizozemska, Belgija in Nemčija) mejijo med seboj na tako imenovani " tromeji".
Glavna reka Limburga je Meuse, ki teče skozi celotno dolžino province od juga proti severu.

Površino Limburga v veliki meri tvorijo naplavine reke Meuse, ki jih sestavljajo rečna glina, rodovitna lesna tla in velika nahajališča prodnatih kamnov, ki se trenutno kopljejo za gradbeno industrijo. Na severu pokrajine, bolj oddaljeno od struge, je zemlja pretežno sestavljena iz peska in šote.

### Občine
Pokrajina Limburg ima 31 občin.

### Mesta
Od severa proti jugu: Gennep, Venray, Venlo, Weert, Roermond, Sittard, Geleen, Heerlen, Valkenburg, Kerkrade, Maastricht, Vaals.
|  |  |  |  |

|  |  |  |  |

## Gospodarstvo
Bruto domači proizvod (BDP) pokrajine je leta 2018 znašal 44,5 milijarde €, kar predstavlja 5,7 % nizozemske gospodarske proizvodnje. BDP na prebivalca, prilagojen kupni moči, je v istem letu znašal 34.700 € ali 115 % povprečja EU27. 
V preteklosti so v Limburgu kopali šoto in premog. V letih 1965–75 so bili premogovniki dokončno zaprti. Zaradi tega je 60.000 ljudi izgubilo delo na dveh premogovniških območjih, Heerlen-Kerkrade-Brunssum in Sittard-Geleen. Začelo se je težko obdobje gospodarskega prilagajanja. Nizozemska vlada je delno olajšala bolečino s selitvijo več vladnih uradov (vključno s Stichting Pensioenfonds ABP in CBS Statistics Nizozemske ) v Heerlen.
Državna družba, ki je nekoč rudarila v Limburgu, DSM, je zdaj veliko kemično podjetje, ki še vedno deluje v Limburgu. Leta 2002 je DSM prodal svoj petrokemični oddelek (tovarne za krekerje nafte in poliolefinov) podjetju SABIC iz Savdske Arabije. Leta 2010 sta bili poslovni skupini agro in melamin prodani družbi OCI Nitrogen. SABIC se nahaja v kampusu Chemelot v Sittard- Geleenu, ki ga omejuje industrijski park Chemelot, eno največjih industrijskih območij v zahodni Evropi. Trenutno v Chemelotu dela 8000 ljudi, od tega jih je 1000 aktivnih v Campusu. Oddelek za inovacije in licenciranje Stamicarbon družbe DSM je bil leta 2009 prodan Maire Tecnimont, matičnemu podjetju skupine za inženiring, glavne pogodbe in licenciranje, ki deluje po vsem svetu v sektorjih nafte, plina in petrokemije, energetike, infrastrukture in nizke gradnje. Stamicarbon ima sedež v Sittard-Geleenu.
VDL Nedcar v Bornu ( Sittard-Geleen ) je edini obsežni proizvajalec avtomobilov na Nizozemskem, ki trenutno proizvaja MINI in BMW X1. Druge industrije vključujejo Rockwool v Roermondu, proizvajalce kopirnih strojev in tiskalnikov Océ v Venlu in tovarno papirja v Maastrichtu. V Limburgu so štiri velike pivovarne.
Južni Limburg je že dolgo eno od dveh glavnih sadjarskih območij v državi, vendar je v zadnjih štirih desetletjih številna sadjarska območja nadomestila voda zaradi pridobivanja gramoza v bližini Meuse .
Limburg je ena najpomembnejših provinc, ko gre za nizozemsko proizvodnjo vina.  Južni Limburg ima največjo koncentracijo vinogradov na Nizozemskem. Vinske regije Limburga imajo 3 imena: Maasvallei, Mergelland in Vijlen. Voerendaalse bergen naj bi bil priznan nekje leta 2021. 
Turizem je bistvena gospodarska panoga, zlasti v hribovitem južnem delu pokrajine. Glavno središče je mesto Valkenburg.
Leta 2005 sta se združila oba deželna časopisa De Limburger in Limburgs Dagblad .

## Vera
Vera v Limburgu (Nizozemska) (2015)

## Narava
V letu 2012 je od 5. aprila do 7. oktobra v Venlu potekal deseta letna svetovna razstava vrtnarstva Floriade.

Nacionalno in mednarodno znani so filmi o naravi in televizijske serije o naravi, ki sta jih producirala filmski režiser Maurice Nijsten in zaščitnik narave Jo Erkens.
- Pri Eijsdenu reka Meuse vstopi v to pokrajino in v državo
- Pot v južnem Limburgu Ravensbos
- Reka Gulp blizu Slenakena
- Najdišče v Mooker Heth v severnem Limburgu
- Oud-Lemiers blizu Vaalsa, kot ga vidimo iz Schneeberga v Nemčiji
- Brunssummer heth v jugovzhodnem Limburgu